# Jacob Regnart
Jacob Regnart, także Jacques Regnard, Rergnardt (ur. między1540 a 1545 w Douai, zm. 16 października 1599 w Pradze) – franko-flamandzki kompozytor.

## Życiorys
Od około 1560 roku działał na dworze arcyksięcia Maksymiliana Habsburga w Pradze, a po jego wyborze na cesarza w 1564 roku w Wiedniu. W latach 1568–1570 odbył studia we Włoszech. Po powrocie do Wiednia w 1570 roku działał jako nauczyciel chórzystów. Po śmierci cesarza Maksymiliana w 1576 roku przeszedł na służbę u jego następcy Rudolfa II, w 1579 roku otrzymując stanowisko wicekapelmistrza nadwornego w Pradze. Od 1582 był wicekapelmistrzem, a od 1585 kapelmistrzem na dworze arcyksięcia Ferdynanda II w Innsbrucku. Po śmierci Ferdynanda w 1596 roku wrócił do Pragi na stanowisko nadwornego wicekapelmistrza. Za swoje zasługi dla dworu otrzymał wysokie uposażenie oraz tytuł szlachecki. Kompozytorami byli także trzej jego bracia. François wydał drukiem 24 motety 4–6-głosowe (1590), razem z 10 utworami autorstwa Jacoba Regnarta.
Jako kompozytor wprowadził na grunt niemiecki 3-głosową canzonę w stylu neapolitańskim. Wykorzystywał teksty miłosne lub rzadziej satyryczne, które w większości prawdopodobnie sam napisał lub przełożył z włoskiego. W kompozycjach religijnych pojawia się polifonia, polichóralność, a także zabiegi muzyczne służące uwypukleniu tekstu. Pisał też motety, a także msze bazujące na motetach, madrygałach i pieśniach niemieckich.
Kompozycje Regnarta wydał drukiem Walter Pass pt. Jacob Regnart: Opera omnia w „Corpus Mensurabilis Musicae”, LXII/4–6 (1972–1975).

## Ważniejsze kompozycje
(na podstawie materiałów źródłowych)

### Religijne
- Sacrae aliquot cantiones, quas moteta vulgus appellat na 5–6 głosów (Monachium 1575)
- Aliquot cantiones, vulgo motecta appellatae, ex veteri atque novo testamento collectae na 4 głosy (Norymberga 1577)
- Mariale, hoc est, Opusculum sacrarum cantionum omnibus Beatissimae Virginis Mariae festivitatibus na 4, 6 i 8 głosów (Innsbruck 1588)
- Missae sacrae ad imitationem selectissimarum cantonium suavissima harmonia na 5, 6 i 8 głosów (Frankfurt nad Menem 1602)
- Continuatio missarum sacrarum, ad imitationem selectissimarum cantonium suavissima harmonia na 4, 6, 8 i 10 głosów (Frankfurt nad Menem 1603)
- Corollarium missarum sacrarum ad imitationem selectissimarum cantionum suavissima harmonia compositarum (Frankfurt nad Menem 1603)
- Sacrarum cantionum na 4, 8 i 12 głosów (Frankfurt nad Menem 1605)
- Missarum flores illustrium numquam hactenus visi (Frankfurt nad Menem 1611)
- Magnificat, ad octo modos musicos compositum cum duplici antiphona, Salve regina na 8 i 10 głosów (Frankfurt nad Menem 1614)

### Świeckie
- Il primo libro delle canzone italiane na 5 głosów (Wiedeń 1574)
- Kurtzweilige teutsche Lieder, nach Art der Neapolitanen oder welschen Villanellen na 3 głosy (Norymberga 1576, 2. wyd. 1578 pt. Der erste Theyl schöner kurtzweiliger teutscher Lieder)
- Der ander Theyl schöner kurtzweiliger teutscher Lieder na 3 głosy (Norymberga 1577)
- Der dritter Theyl schöner kurtzweiliger teutscher Lieder na 3 głosy (Norymberga 1579)
- Newe kurtzweilige teutsche Lieder na 5 głosów (Norymberga 1580)
- Il secundo libro delle canzone italiane na 5 głosów (Norymberga 1581)
- Teutsche Lieder... in ein Opus zusamendruckt na 3 głosy (Monachium 1583)
- Tricinia: Kurtzweilige teutsche Lieder na 3 głosy (Norymberga 1584)
- Kurtzweilige teutsche Lieder na 4 głosy (Monachium 1591)